# 林江釧
林江釧（1974年4月18日—），生於台灣嘉義縣東石鄉，政治人物，中國國民黨籍，曾任中國國民黨文傳會副主委，中國國民黨中央委員。

## 生平
為東石林家成員，家族在嘉義縣地方素有名望。其父林純金曾任東石鄉鄉長，其叔父林水樹為嘉義區漁會榮譽理事長，堂妹林佳瑩曾任東石鄉鄉長。畢業於中國科技大學五專部建築工程科，於美國菲力迪克森大學取得資管碩士。回國後曾任立法委員翁重鈞國會辦公室主任，嘉義縣民眾服務社理事與中華兩岸經貿文化發展協會副理事長。
2016年參選嘉義縣立委，敗給民進黨立委蔡易餘。選舉期間，嘉義縣水上鄉民代表會主席吳培裕為使林江釧當選，預備100萬元賄選，法院判決有罪。